# Els caçadors en la neu
Els caçadors en la neu (en neerlandès, Jagers in de Sneeuw), és una obra del pintor flamenc Pieter Brueghel el Vell, pertanyent al cicle de sis obres sobre els mesos de l'any. Representa l'hivern o els mesos de desembre i gener. És un oli sobre taula, pintat l'any 1565. Fa 117 cm d'alt i 162 cm d'ample. S'exhibeix actualment en el Museu d'Història de l'Art de Viena, Àustria, amb el títol alemany, Jäger im Schnee.

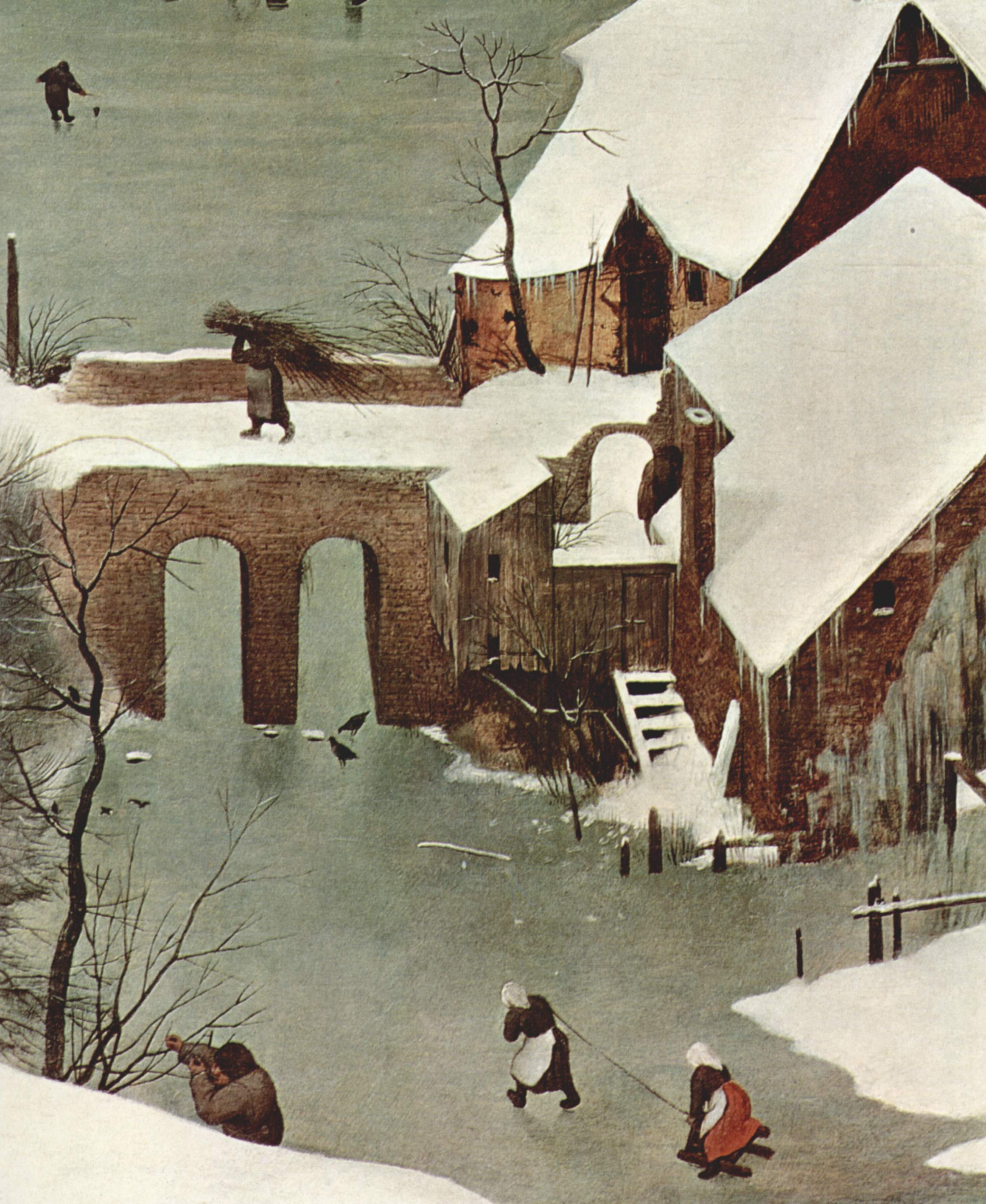
Detall: Pont sobre el riu gelat.

Des d'un primer pla molt elevat es porta la mirada per un terreny abrupte. Predomina el blanc de la neu. Sobre dos llacs gelats, es practiquen jocs hivernals. El cel és plomís.
Sobre aquest fred paisatge les figures humanes, els animals i els arbres semblen ombres xineses. El tema principal és el paisatge, un paisatge hivernal en el qual es representa la neu, el gel, anticipant els grans assoliments en aquest gènere de la pintura barroca.
D'aquesta mateixa sèrie sobre els mesos existeixen altres quatre pintures, totes elles de l'any 1565:
- Dia malenconiós o Dia ennuvolat (febrer-març), Museu d'Història de l'Art de Viena
- La collita del fenc (juny-juliol), Palacio de Lobkowicz, al Castell de Praga
- Els segadors (agost-setembre), Metropolitan Museum of Art, Nova York
- El retorn del ramat (octubre-novembre), Museu d'Història de l'Art de Viena